# 软件学报
软件学报(Chinese Journal of Software)是中国计算机领域的顶级学术期刊， 由中国科学院软件研究所和中国计算机学会共同主办，是以中文为主的"中文国际软件学术期刊"，旨在报道与世界科学技术发展同步的计算机软件各领域原创性研究成果。该学报创刊于1990年，現為月刊，由科學出版社出版。
 

## 覆蓋內容
《软件学报》文章的学术领域包括理论计算机科学、算法设计与分析、系统软件与软件工程、模式识别与人工智能、数据库技术、计算机网络、信息安全、计算机图形学与计算机辅助设计、多媒体技术等。

## 入选检索
《软件学报》被国内外多种检索数据库收录，包括
INSPEC 科学文摘(英)(2024)，
JST 日本科学技术振兴机构数据库(日)(2024)，
Pж(AJ) 文摘杂志(俄)(2020)，
EI 工程索引(美)(2024)，
CSCD 中国科学引文数据库来源期刊(2023-2024年度)，
WJCI 科技期刊世界影响力指数报告（2023）来源期刊，
北京大学《中文核心期刊要目总览》来源期刊。

《软件学报》同时又入选
中科双百期刊和中国科技期刊卓越行动计划入选项目。

## 评价信息
《软件学报》的影响因子、下载及发行量名列中国计算机科学与技术类学术刊物的前茅。以下是来自中国知网的数据：

出版文献量：7801篇
总下载次数： 4575508次
总被引次数： 308868次
评价信息
(2024版)复合影响因子：4.859
(2024版)综合影响因子：2.691
《软件学报》在中国计算机学会2022年发布的 “计算领域高质量科技期刊分级目录”和 中国电子学会2023年发布的“计算机技术领域高质量科技期刊分级目录”均属于最高等级T1，

## 外部連結
《软件学报》官方网站：  https://www.jos.org.cn/jos/site/menu/20071206155225001?id=20071206155225001&name=期刊介绍